# Ordine nazionale al merito (Bhutan)
L'Ordine nazionale al merito è un ordine cavalleresco del Bhutan.

## Storia
L'ordine è stato fondato il 7 novembre 2008 dal re Jigme Khesar Namgyel Wangchuck.

## Classi
L'ordine dispone delle seguenti classi di benemerenza:
- Cavaliere di I classe: distintivo al collo e stella sul petto.
- Cavaliere di II classe: distintivo al collo.
- Cavaliere di III classe: medaglia sul petto.

## Insegne
- Il "distintivo" è un medaglione con l'immagine di profilo del re, all'interno di un fiore a otto petali stilizzato, a sua volta all'interno di una stella a otto punte stilizzata. Il distintivo è tutto in oro, argento o bronzo, a seconda del rango. Foto
- Il "nastro" è arancione scuro con bordi arancione chiaro.

## Insigniti notabili
- Bhutan Observer, periodico bhutanese (membro di I classe, 17 dicembre 2011).
- Sonam Kinga, attore (membro di I classe, 17 dicembre 2014).
- Harald Nestroy, ambasciatore (membro di I classe, 17 dicembre 2015).
- Sanduk Ruit, dottore (membro di I classe, 17 dicembre 2015).